# Miostatina
La proteína miostatina formalmente factor 8 de crecimiento y diferenciación (Growth/differentiation factor 8) es un factor de crecimiento que limita el crecimiento del tejido muscular, por ejemplo concentraciones elevadas de miostatina en un individuo provocan una disminución en el desarrollo normal de los músculos.
La proteína miostatina se produce en células del músculo esquelético, circula en sangre y actúa en el tejido muscular, al parecer retrasando el desarrollo de las células madre musculares. El mecanismo exacto sigue siendo desconocido.
 
La miostatina inhibe la hipertrofia muscular y el ejercicio conduce a la secreción hepática del inhibidor de la miostatina, la Folistatina.
Miostatina y el gen asociado fueron descubiertos en 1997 por los genetistas McPherron y Se-Jin Lee, que también produjeron una estirpe del mutante en ratones con la carencia del gen que eran alrededor de dos veces más fuerte que los ratones normales. .
El gen se ha secuenciado en humanos, ratones, pez cebra y otras especies animales, demostrando pocas diferencias entre especies. Lee encontró en 1997 que la raza bovina "Blanco Azul Belga" y una familia de raza "Piamontesa" tenían el gen de la Miostatina defectuoso; estas estirpes se han producido a través crianza.
En 2001, Lee crea ratones con el gen intacto de la Miostatina y con gran masa muscular insertando mutaciones que aumentarán la producción de sustancias bloqueadoras de la Miostatina.
En 2004, un sujeto alemán fue diagnosticado con una mutación en ambas copias del gen que produce la Miostatina, haciéndolo considerablemente más fuerte que sus padres. Su madre, tenía una mutación en una copia del gen. Más recientemente, un niño estadounidense nacido en 2005 fue diagnosticado con la misma condición.
Investigación adicional en la miostatina y el gen de la miostatina puede conducir a terapias para la distrofia muscular. La idea es introducir sustancias que bloquean la miostatina. En 2002, investigadores de la Universidad de Pensilvania demostraron que con un anticuerpo monoclonal específico para la Miostatina mejora la condición de ratones con distrofia muscular, probablemente mediante el bloqueo de la acciona de la Miostatina.
En 2005, Lee demostró que con un tratamiento de dos semanas a ratones normales con el receptor de la activita tipo 11B soluble, una molécula que se une normalmente a las células y a Miostatina, conduce a un aumento notable en la masa del músculo (hasta el 60%). Se piensa que la unión de la Miostatina al receptor soluble impide que ella se una al receptor de la superficie celular.
Sigue siendo confuso si un tratamiento largo de la distrofia muscular con los inhibidores de la Miostatina es beneficioso: el agotamiento de las células madre musculares podría empeorar la enfermedad más adelante.
Hasta 2005, no había drogas en el mercado que inhibiesen la Miostatina para los seres humanos, pero fue desarrollado un anticuerpo genéticamente modificado para reconocer la Miostatina y neutralizarla por la compañía farmacéutica de New-Jersey Wyeth. El inhibidor se llama MYO-029. Se descontinuó su desarrollo debido a que los investigadores no encontraron mejoras en la fuerza muscular, función o crecimiento muscular estadísticamente significativo. Algunos atletas, impacientes por conseguir tales drogas, buscan por Internet, donde se están vendiendo bloqueadores de la Miostatina falsos.
La miostatina es un miembro de la superfamilia de proteínas TGF-beta. La miostatina humana consiste en dos subunidades idénticas, cada una consiste en 110 residuos de aminoácidos. Su peso molecular total es de 25.0 kDa. Puede ser producido por E. coli modificada genéticamente y está disponible para la venta. La Universidad De Johns Hopkins posee las patentes de la miostatina.